# Zeri
Zeri är en ort och kommun i provinsen Massa-Carrara i regionen Toscana i Italien. Kommunen hade 1 014 invånare (2018).